# Kasernenoffizier
Der Kasernenoffizier (KasOffz) ist dem Kasernenkommandanten unterstellt und unterstützt diesen in seinen Aufgaben, nimmt damit aber dennoch grundsätzlich keinen eigenen „besonderen Aufgabenbereich“ wahr. Er ist Unterstützungspersonal.
Er bekleidet zumeist den Dienstgrad Leutnant, Oberleutnant oder Hauptmann oder einen entsprechenden Dienstgrad der Marine (Leutnant zur See, Oberleutnant zur See oder Kapitänleutnant).
In seinem Aufgabenbereich berät er den Kasernenkommandanten in allen Fragen der Infrastrukturplanung sowie der militärischen Sicherheit und Ordnung. In vielen Fällen wird ein Kasernenkommandant in wesentlichen Abwesenheitszeiträumen (z. B. Urlaub, Kommandierung, nicht hingegen z. B. in der Mittagspause oder einer Besprechung) durch den Kasernenoffizier vertreten; jedoch ist auch eine kurzfristige Vertretung immer zwingend durch einen entsprechenden Vertreterbefehl des zuständigen Standortältesten zu hinterlegen, der dem Standort zur Kenntnis zu bringen und einsehbar ist.
Der Kasernenoffizier führt zumeist eine ihm unterstellte Teileinheit, der auch meist ein Kasernenfeldwebel angehört.
Siehe auch Wachdienst in der Bundeswehr